# Anthus berthelotii
Anthus berthelotii là một loài chim trong họ Motacillidae.

## Hình ảnh

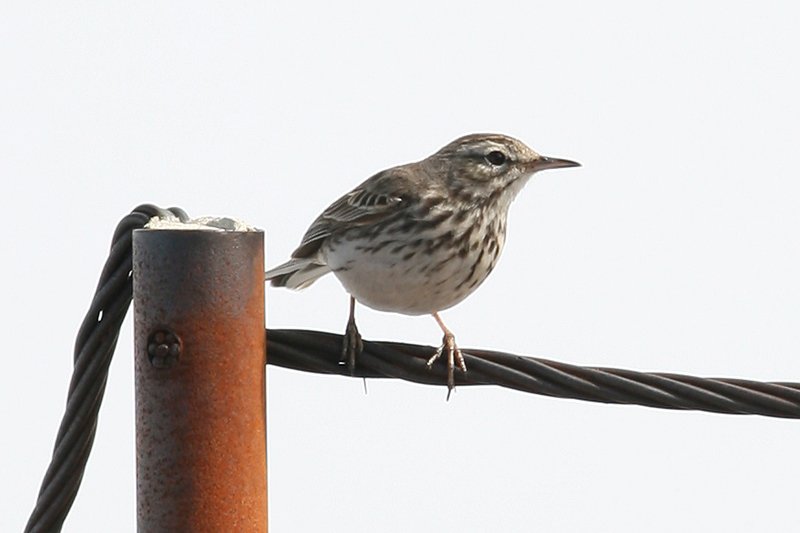
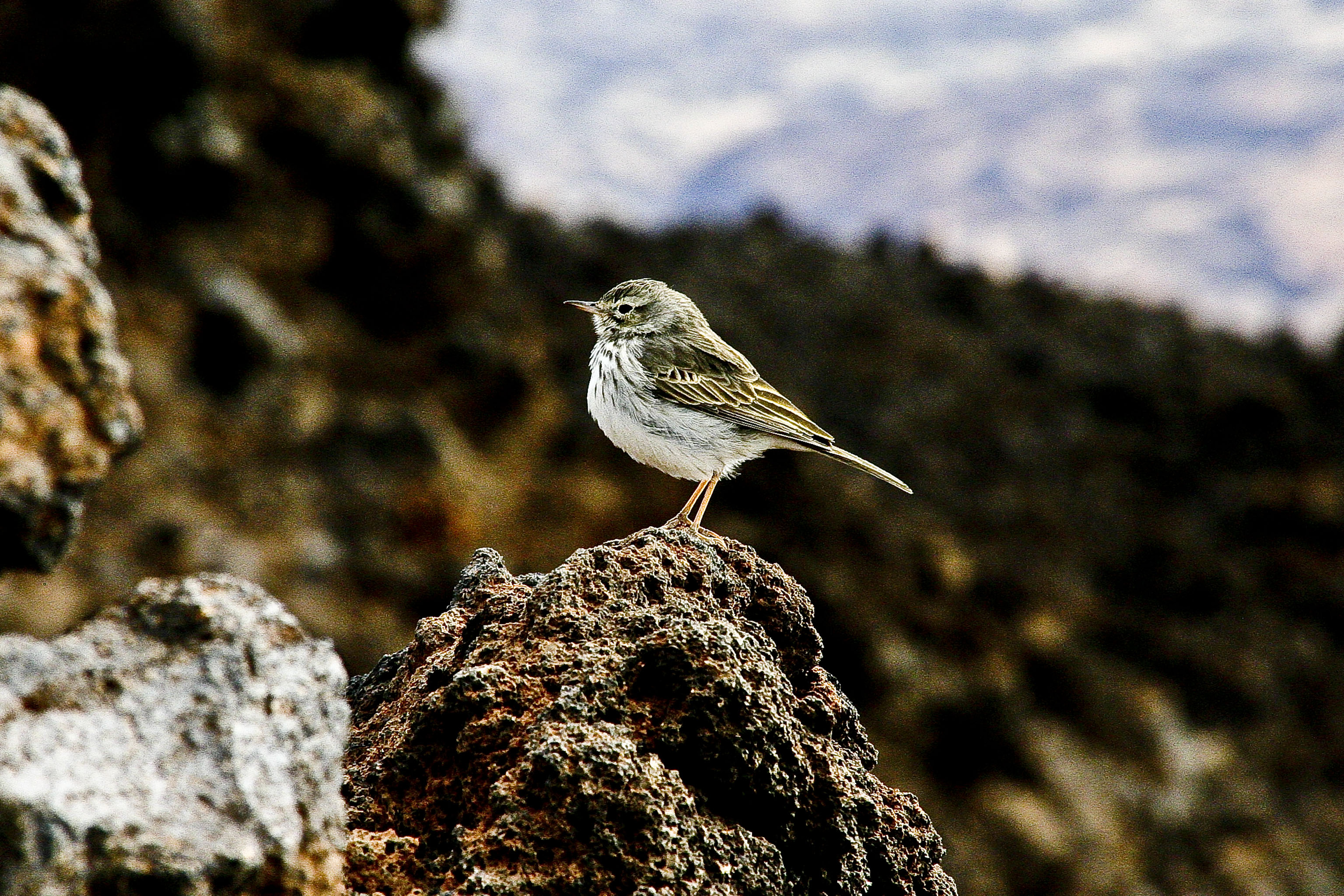
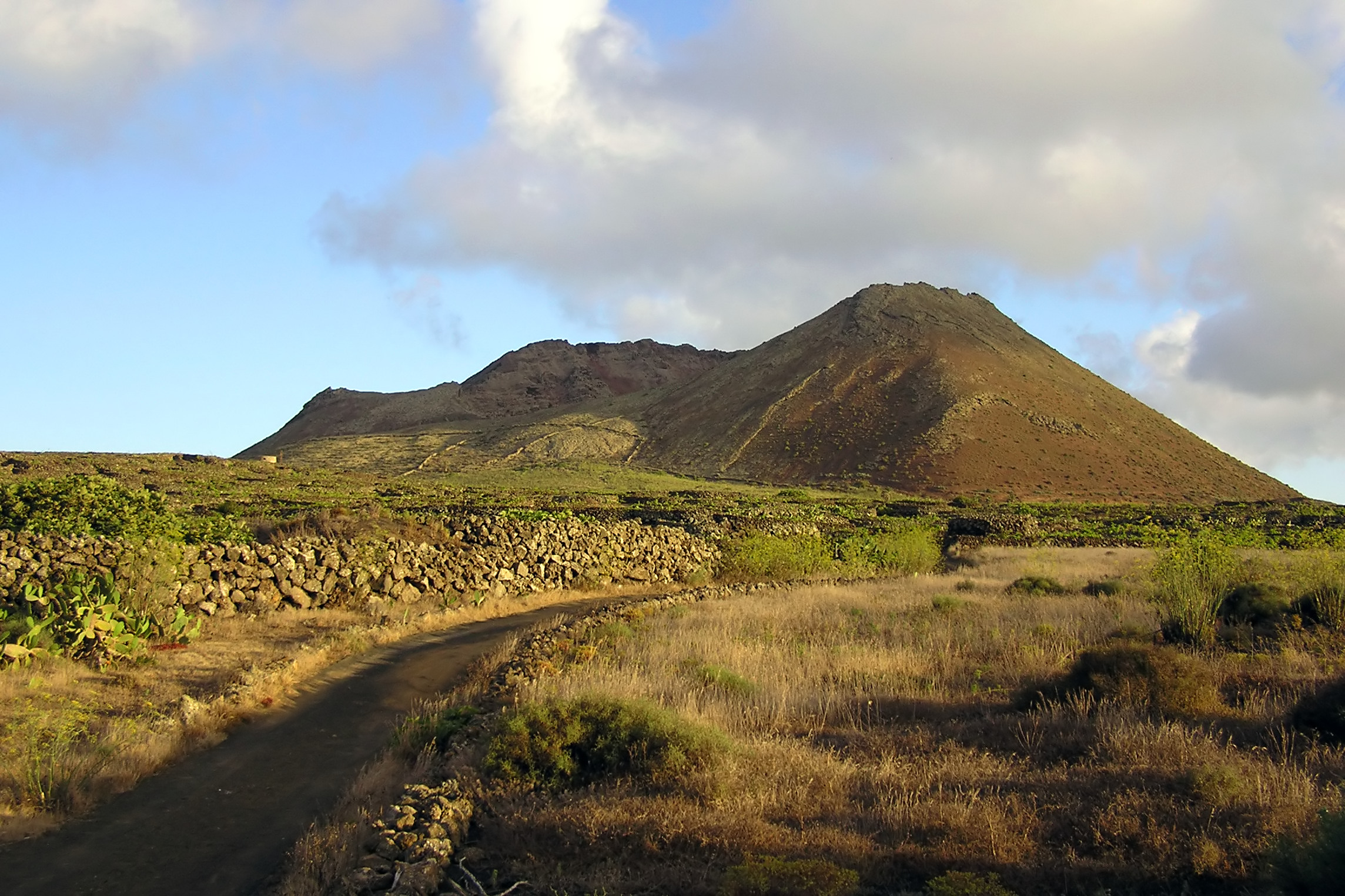
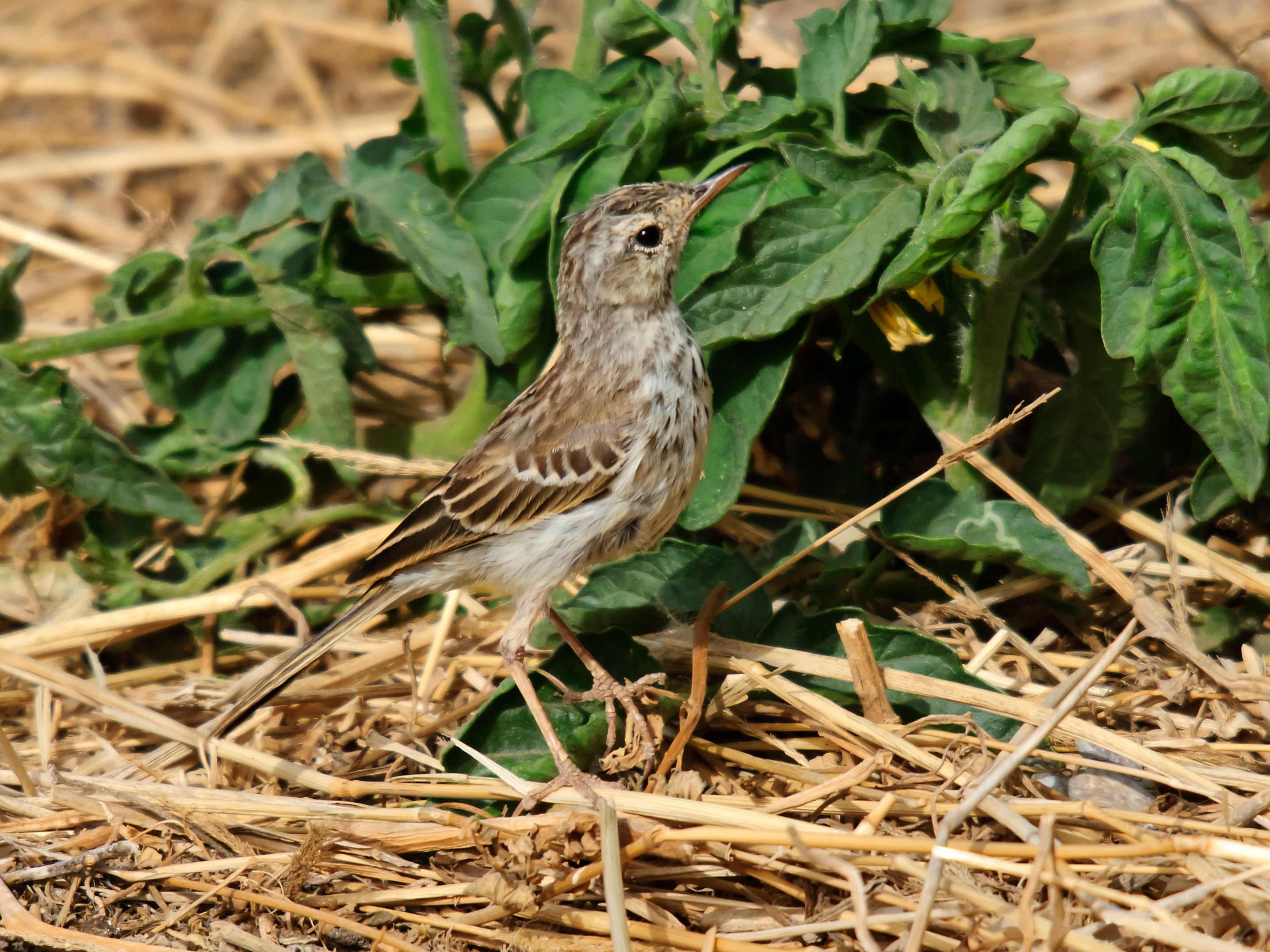
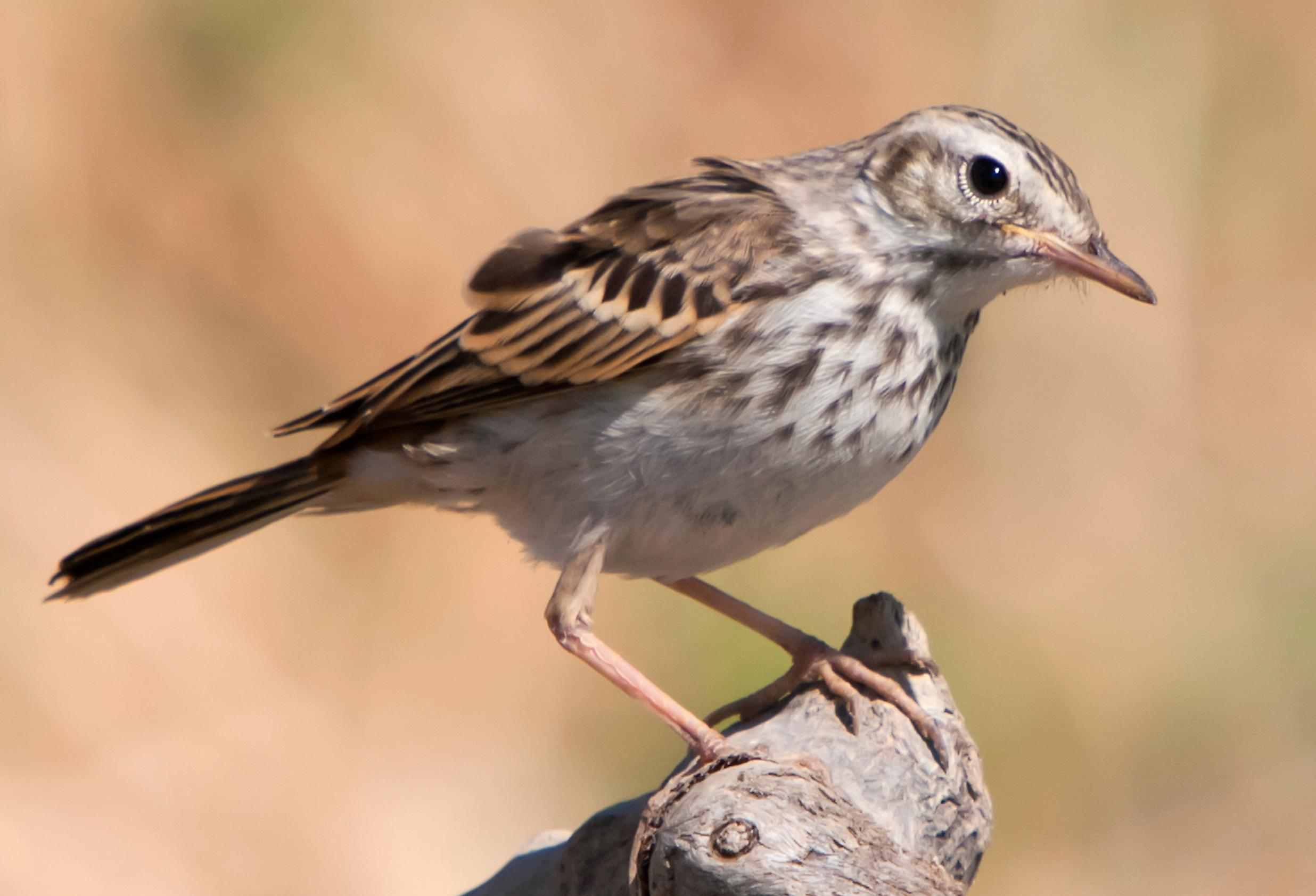
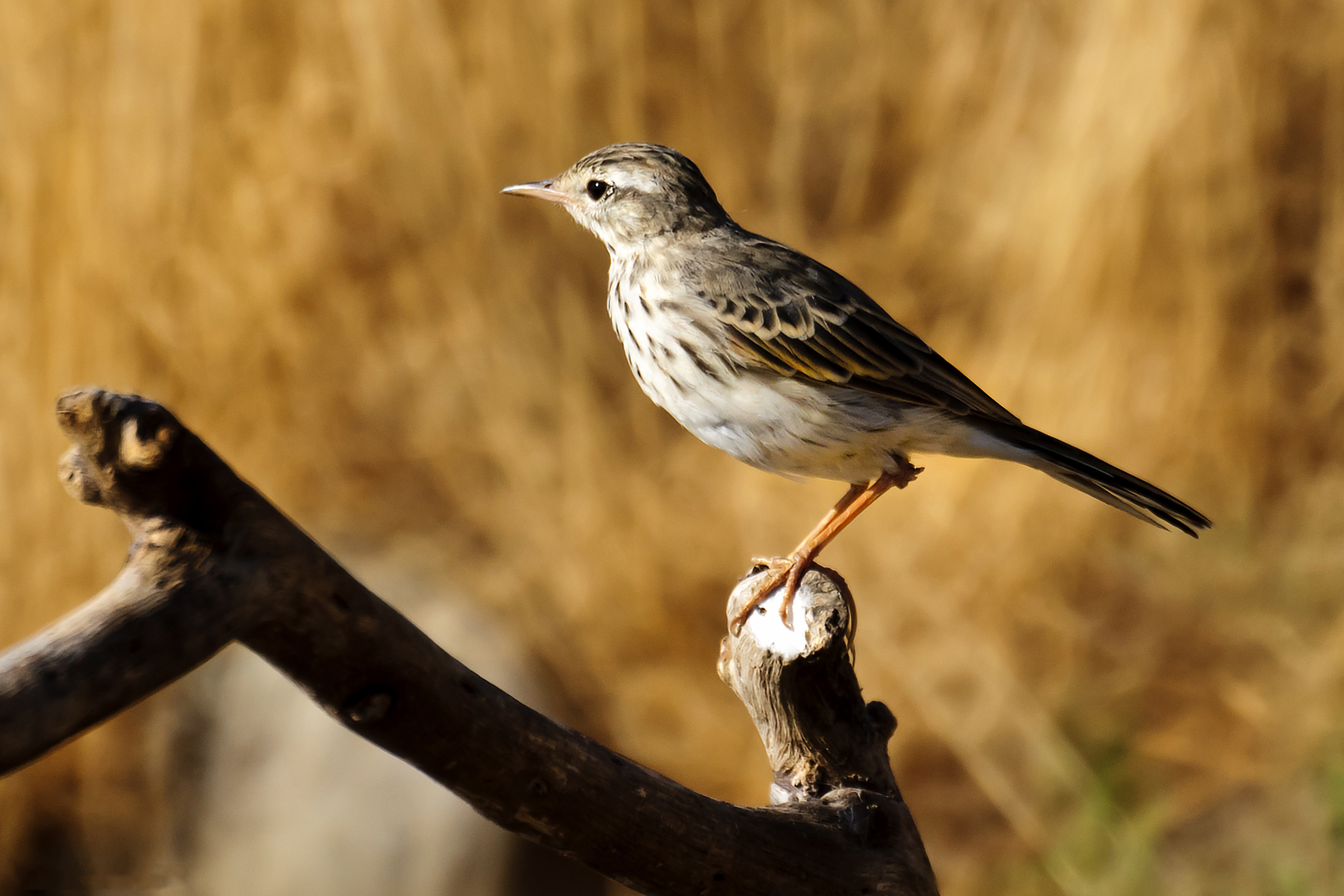
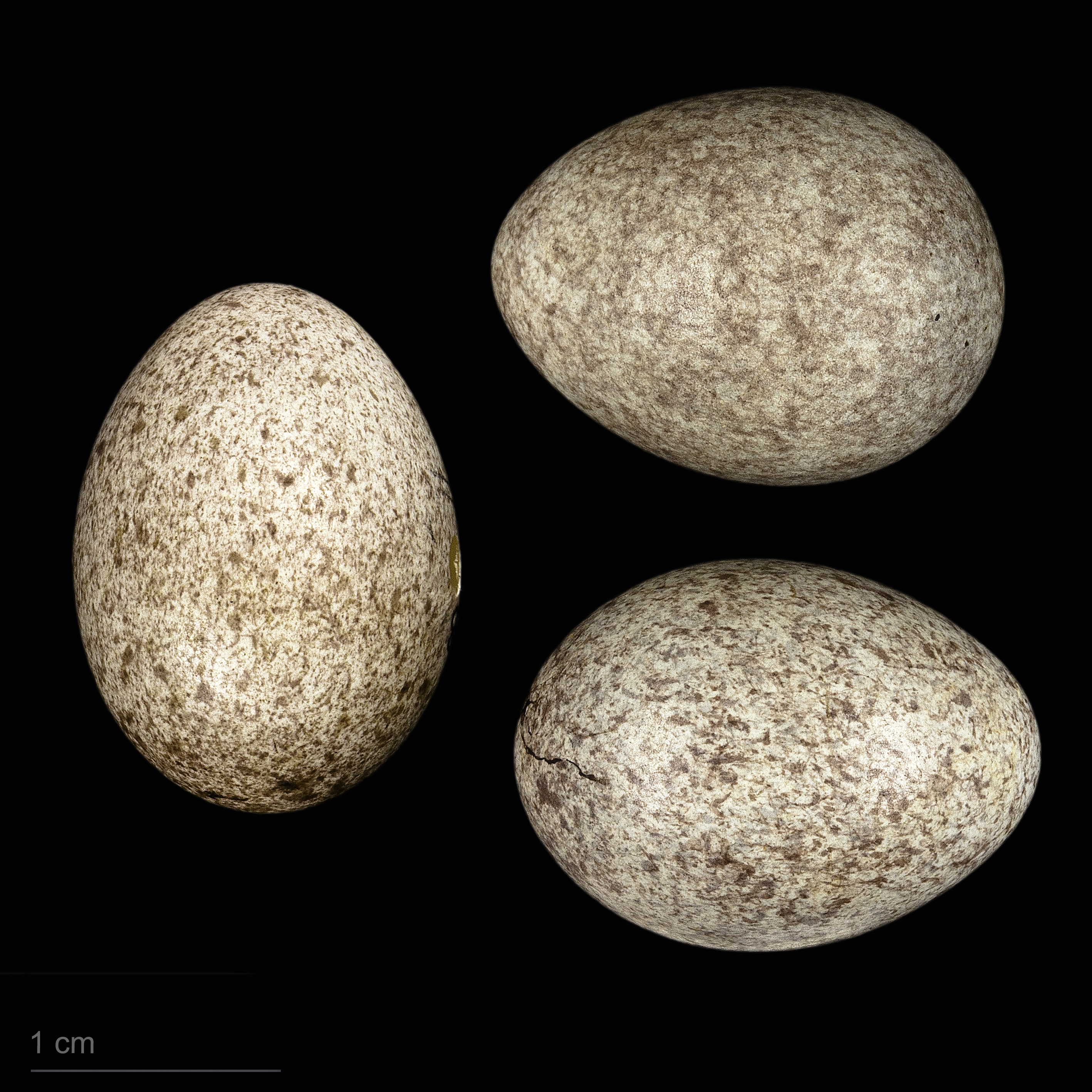
Anthus berthelotii